# Popień (gmina Jeżów)
Popień – osada w Polsce położona w województwie łódzkim, w powiecie brzezińskim, w gminie Jeżów.
Do 1953 roku istniała gmina Popień. W latach 1975–1998 miejscowość należała administracyjnie do województwa skierniewickiego.
Wieś była częściowo areną rozruchów jeżowskich w 1945.

## Zabytki
Według rejestru zabytków Narodowego Instytutu Dziedzictwa na listę zabytków wpisane są obiekty:
- zespół dworski, k. XIX - XX:
  - dwór, nr rej.: 513 z 8.11.1978
  - park, nr rej.: 482 z 16.09.1978
- aleja kasztanowcowa, wzdłuż drogi do Jeżowa, nr rej.: 761 z 10.08.1985